# Altitud
L'altitud o cota és la distància vertical d'un objecte respecte d'un punt d'origen donat, considerat el “nivell zero”. En termes geogràfics, com a nivell zero es pren el nivell mitjà del mar. En el mapa topogràfic apareixen nombroses cotes d'altitud, generalment en els punts culminants i en llocs d'interès com collades, trencaments de pendent, zones planes, etc. Al costat del valor numèric corresponent a l'altitud, expressada en metres, s'indica un punt que representa la seva localització exacta.
En aviació, el terme altitud s'utilitza per a descriure l'elevació sobre el nivell mitjà del mar, a diferència de l'altura que es refereix a l'elevació sobre un punt de referència de la superfície; i el nivell de vol que és l'elevació segons la pressió estàndard mitjana, mesurada amb un altímetre.
A l'Europa continental, a gairebé tota Hispanoamèrica i en altres països del món, l'altitud es mesura en metres. Als Estats Units i el Regne Unit, generalment es mesura en peus (1 peu = 0,3048 metres). En aviació, generalment s'utilitzen els peus.

## Termes relacionats
- Alçada - Quan es parla de persones
- Altura - Terme aplicat en geometria, geografia i acústica.